# Todd McFarlane
Todd McFarlane, född 16 mars 1961 i Calgary i Alberta, är en kanadensisk serietecknare och företagare.

## Karriär
Todd McFarlane blev publicerad för första gången 1984 när han tecknade ett backupavsnitt till tidningen Coyote. Han trädde in i förgrunden genom arbeten för både Marvel Comics och deras konkurrenter, DC Comics, med tidningar som Infinity Inc. Detective Comics och The Incredible Hulk. Hans stil var en blandning av populära artistiska influenser, inkluderande populära men irreguljära tecknare som Michael Golden och Art Adams. Han blev till slut tecknaren för Marvels The Amazing Spider-Man. När han illustrerade berättelserna skrivna av författaren David Micheline skulle McFarlanes stil komma att definiera figuren Spider-Man under början av 1990-talet. Han lämnade titeln efter bara några år bara för att få sin egen titel att skriva och illustrera: Spider-Man. Spider-Man var den femte pågående titeln då med figuren och första numret sålde i mer än 2,5 miljoner exemplar, tack vare lyckad marknadsföring från Marvel med bland annat olika omslag och inplastade upplagor, samt fler spekulanter på marknaden.[källa behövs]
Efter lite mer än ett år av att ha producerat Spider-Man tog McFarlane ett uppehåll från serier. Under den här tiden så bestämde sig han och sex andra för den tiden populära tecknare att starta ett eget serietidningsförlag. Dessa sju artister bildade tillsammans Image Comics. På grund av deras oerfarenhet av publicering och författande och en hel del andra problem så led gruppen till en början av förseningar. Trots detta så blev McFarlanes Spawn en av de bäst säljande titlarna och fick stor uppmärksamhet från många som ville köpa licenser. McFarlane valde att skapa sitt eget leksaksföretag McFarlane toys, 1994. New Line Cinema har gjort en spelfilm av Spawn, Spawn (1997), och en animerad serie sändes på HBO.
Mellan 1998 och 2008 var han minoritetsägare för ishockeylaget Edmonton Oilers i den nordamerikanska ishockeyligan National Hockey League (NHL).